# Feria Tabasco

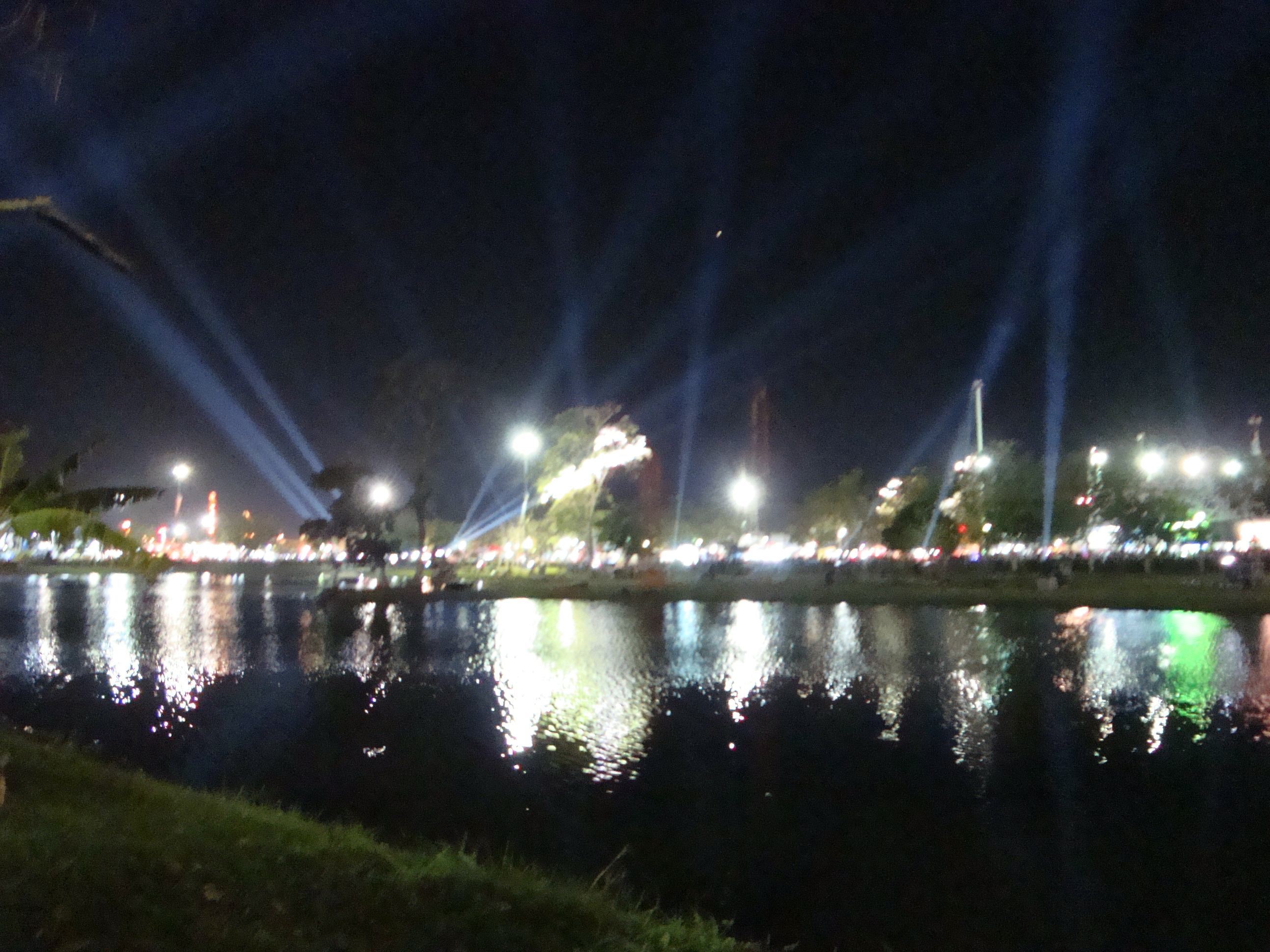
Panorámica nocturna del Parque Tabasco desde el malecón de la laguna interior, durante la Feria Tabasco.

La Feria Tabasco es una feria realizada anualmente en Villahermosa de tipo cultural, artística, comercial, turística, industrial, agrícola y ganadera, y está catalogada entre las 3 ferias más importantes de México junto con la Feria Nacional de San Marcos y la Feria Estatal de León. Actualmente es organizada por el “Comité Organizador de la Feria”, Cuenta con un gran número de atracciones y espectáculos. En 2012 registró 2 millones 122 mil visitantes, y en el año 2023 se alcanzó la cifra de 2 millones 200 mil visitantes, y una participación de 1060 expositores y comerciantes en 10 días de feria.
Se realiza entre los meses de abril y mayo de cada año; este magno evento que tiene sus orígenes en el siglo XVIII, cuando de 1786 a 1793 se realizaron las primeras exposiciones regionales durante el gobierno colonial. Después, hacia 1880 cuando ciudadanos provenientes de los 17 municipios exponían los productos propios de sus regiones en lo que fuera la Casa de Piedra, hoy sede del Congreso del Estado, y fue instituida oficialmente en 1928 por el exgobernador Tomás Garrido Canabal.
Desde 1953 se realiza también, en conjunto con las exposiciones, el Baile de Embajadoras, en el que se lleva a cabo la "Elección de La Flor Tabasco" en la cual las 17 representantes (las embajadoras) una por cada municipio del estado, compiten por el título. La triunfadora, además de ser la "Flor  Tabasco", se convierte en una de las imágenes del estado y también promueve la Feria del próximo año.
Uno de los más importantes eventos de esta feria lo constituye el desfile de carros alegóricos que se realiza por las calles de Villahermosa, donde cada municipio exhibe un carro con alegorías de su municipio y las "embajadoras" son paseadas por la ciudad ataviadas con trajes típicos. Lo mismo sucedía hasta 2007 sobre las aguas del río Grijalva, donde se realizaba el desfile de los barcos alegóricos igualmente adornados, frente al malecón de la ciudad de Villahermosa.
En la Feria Tabasco se realizan eventos como concursos, espectáculos, exposiciones ganaderas y agrícolas, verbena popular y "Palenque". Es la fiesta tradicional más arraigada en Tabasco. Aunque Villahermosa cuenta con una amplia oferta de Hoteles (de todas las categorías), se recomienda hacer previa reservación para este periodo pues año con año congrega a miles de visitantes.

## Historia

### Antecedentes
En la época prehispánica, Cimatán, Xicalango y Acalán, fueron puntos de encuentro entre mercaderes de la ruta comercial de Mayas y Aztecas. En estos centros se organizaron verdaderas ferias, donde se intercambiaban diversos productos o eran vendidos a cambio de semillas de cacao, utilizada como moneda de esa época.
Durante la colonia, en los pueblos chontales, zoques y mestizos de Tabasco se organizaban festividades dedicadas al santo patrono y a otros santos, fiestas en las cuales, se alternaba lo comercial y lo religioso, y eran organizadas por el patrón o mayordomo, elegido por el pueblo para que realizará las actividades que le fueron encomendadas de acuerdo con las tradiciones y costumbres.

#### Feria regional
El primer antecedente que se tiene de Ferias y exposiciones en Tabasco data de la época colonial, ya que entre 1786 y 1793, siendo Gobernador Político y Militar de Tabasco Francisco de Amuzquivar, se realizaba cada fin de año en San Juan de Villahermosa una feria regional con artículos locales, nacionales y europeos que llegaban a la ciudad por diversos caminos.
Por tierra, por el camino que comunicaba a Villahermosa con la Chontalpa y atravesaba el oriente de Veracruz, cruzando el río Papaloapan venían productos nacionales del Istmo de Tehuantepec como productos de barro, de Orizaba provenía café y azúcar, de Tehuacán loza, del Valle de México llegaban cerámica, y diversos productos comestibles, y hasta del lejano Michoacán viajaban arrieros con sus recuas de mulas cargando artículos de cobre y madera, sillas de montar, cueros y quesos de Cotija. De las montañas chiapanecas llegaban productos como café y textiles. Por mar, provenían diversos artículos comestibles del Valle de México, Veracruz o Campeche, así como telas y loza de Europa.

#### Exposición artístico-industrial
En el año de 1880, surgen las exposiciones ya más organizadas, cuando el gobernador Simón Sarlat Nova convocó a los productores y artesanos de los 17 municipios que integran el estado de Tabasco, para que acudieran a exponer los productos propios de sus regiones. La exposición llamada "artístico-industrial" se efectuaría cada año, y se realizaba primero en la Sala de Cabildos del Ayuntamiento, y después se realizaron en un predio que ocupaba la llamada "Casa de piedra" la cual estaba ubicada frente a la Plaza de Armas de Villahermosa. Hoy ese predio está ocupado por la H. Cámara de Diputados del Estado. Esta primera exposición se realizó del 27 de abril al 5 de mayo de 1880 en la capital del estado San Juan Bautista.
Para la exposición de 1882, se invitaron también a los artesanos e industriales de los estados vecinos de Campeche, Chiapas, Veracruz y Yucatán.
De esta forma, se gestó la tradición que persiste hasta nuestros días y que a través de los años se ha enriquecido con muchas otras tradiciones, exposiciones, eventos y espectáculos.
Las primeras exposiciones que se realizaron eran de carácter agrícola y ganadero, y estaban patrocinadas por el gobierno del estado, en su tiempo, un grupo de notables que conformaba la "junta organizadora" otorgaban premios a los exponentes más destacados. Aunque de manera irregular, las exposiciones se siguieron realizando, y con cada resurgimiento, renacía también el ánimo y la creatividad, y aumentaba el número de participantes.

#### Exposición de Plantas, Flores y Frutas
Para 1899, los días 28 y 29 de mayo se realizó la "Primera Exposición Regional" denominada: "Primera Exposición de Plantas, Flores y Frutas", la cual fue inaugurada por el gobernador Abraham Bandala Patiño.
El 4 de diciembre de ese mismo año de 1899, el gobernador Abraham Bandala inaugura "El Tívoli Renovador", que era un lugar acondicionado para paseos, días de campo, contaba con una plaza de toros y además era el lugar en donde se realizaban las exposiciones regionales.

#### Época de Tomás Garrido
Más adelante, en 1928, el entonces gobernador del estado Tomás Garrido Canabal, ideó una "Exposición regional, agrícola y ganadera", y en los años siguientes, los eventos se enriquecieron con las actividades de organizaciones obreras, asambleas científicas, concursos y con el espectáculo escénico y público de la danza popular, acompañada de la música tabasqueñas.
La feria, había crecido de tal forma, que ya requería de un espacio especialmente construido para albergar este evento, un espacio que ofreciera facilidades a los expositores para mostrar sus productos, y que además pudiera permitir el acceso cómodo y adecuado a los visitantes, un espacio en donde la danza, las artesanías y la cultura pudieran realizarse y ser apreciadas adecuadamente. 
En 1928, el general Álvaro Obregón, Presidente de la República, inauguró, en el Puerto de Frontera, la Exposición regional agrícola y ganadera. En 1929, la exposición se realizó en la finca "Santa Gertrudis" (actuales fraccionamientos Bonanza y Prados de Villahermosa, en la capital del estado) y laguna el Negro o la "Lagartera" (por la gran cantidad de lagartos).
En la finca "Santa Gertrudis" Garrido fundó en 1930 un espacio al que le llamó Parque Tabasco, construyó un puente y el balneario "El Corozo". Nombró a la laguna "de las Ilusiones" e instaló, en la parte alta de una ceiba milenaria, una plataforma-mirador, a la que llamó "Nido de Águilas", en donde se realizaban grandes bailes y fiestas. Se construyeron, sobre la forma de un mapa del estado de Tabasco, los quioscos de los 17 municipios y algunos pueblos importantes, donde exponían sus productos.
Este parque originalmente se hizo para alojar la Feria ganadera y comercial que se organiza cada año. Junto con los kioscos destinados a cada municipio se levantaron otros edificios en torno a la Laguna de las Ilusiones: el Ágora, el Teatro al aire libre y el gran Salón de eventos.
Este formato general de Feria iniciado en 1928 es el que continúa hasta nuestros días.

#### Época moderna

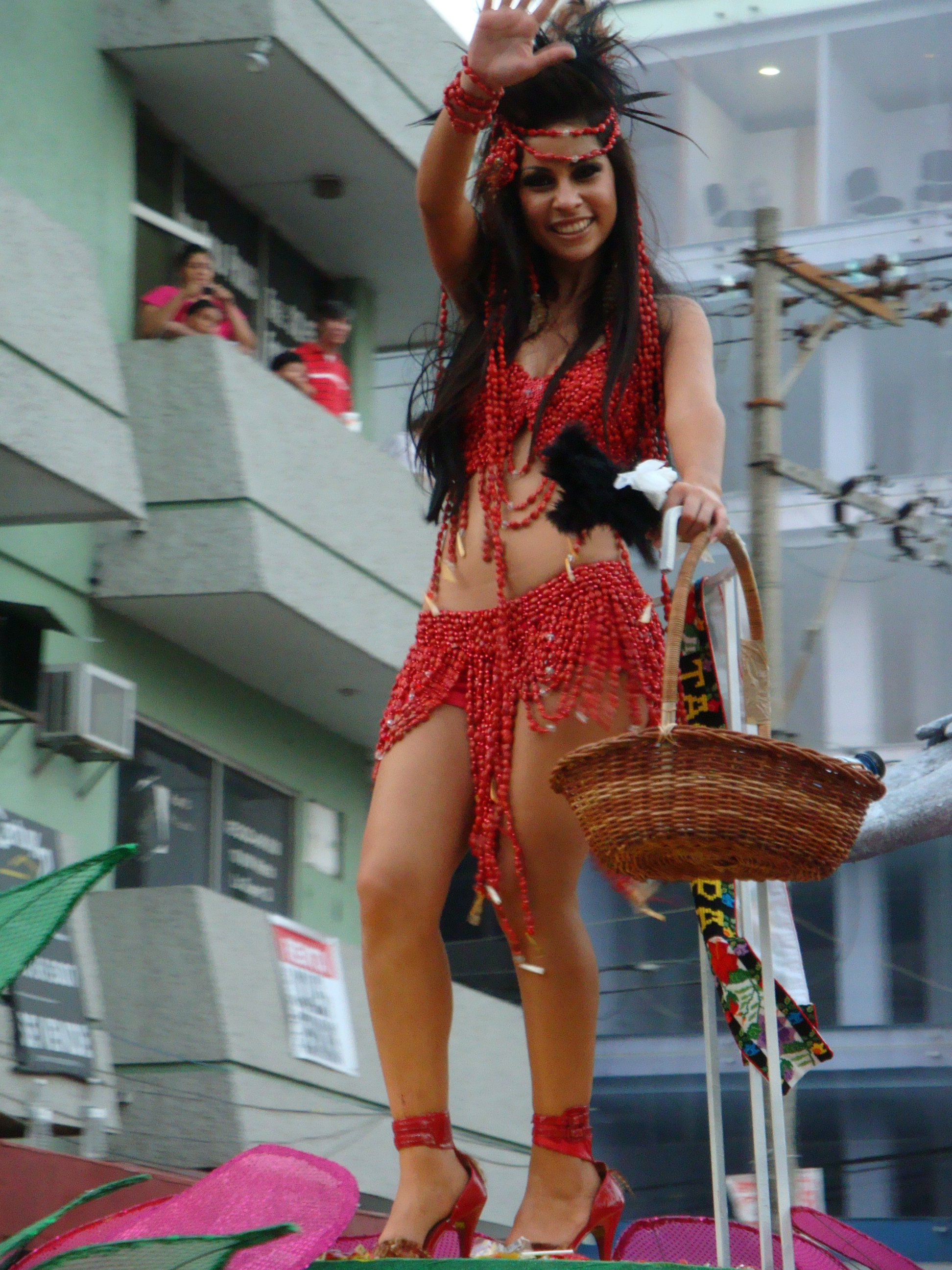
Embajadora en el desfile de carros alegóricos

Después de 1953, hubo dos años de suspensión, y fue en 1956, bajo el gobierno de Miguel Orrico de los Llanos, que se reiniciaron las exposiciones, las cuales se han realizado año con año, con excepción de los años 2008, 2020, 2021 y 2022 en que fue cancelada. 
En 1982 la feria se mudó al parque La Choca, con lo que el parque Tabasco, que ya llevaba el nombre de Tomás Garrido Canabal, fue rediseñado para ser inaugurado en 1985 y dio como resultado el amplio espacio de recreación, libre de contaminación visual y auditiva del que ahora disfrutan los tabasqueños.
El nuevo parque La Choca, fue construido durante el gobierno del Ing. Leandro Rovirosa Wade, siendo inaugurado en 1982, estaba ubicado en el nuevo desarrollo llamado Tabasco 2000 y su particularidad era que su diseño era el mapa del estado de Tabasco y que los quioscos de cada uno de los 17 municipios, estaban localizados en el lugar que geográficamente les corresponden.
El parque La Choca contaba además con un teatro al aire libre con capacidad para 5 mil personas que cómodamente sentadas podrían disfrutar de los espectáculos culturales ofrecidos por los municipios. También contaba con plazas de descanso, fuentes, edificios para las dependencias estatales y federales, así como una extensa área para la exposición ganadera.
Con el paso del tiempo, el parque La Choca resultó insuficiente para albergar la cantidad de visitantes que se deban cita diariamente en la exposición, por lo que el entonces gobernador Roberto Madrazo Pintado construyó un nuevo recinto ferial, ubicado en las afueras de la ciudad, y que tendría la ventaja de poderse usar durante todo el año en diversos eventos, al contar con instalaciones para eventos y convenciones, como son: fácil acceso, estacionamientos, tres naves climatizadas, explanada para juegos mecánicos o cualquier otro tipo de instalaciones al aire libre, así como un teatro al aire libre con capacidad para 10,000 personas y un palenque de gallos permanente.
Si bien el atractivo principal del parque La Choca era  su diseño con la forma del mapa del Estado,  resultó pequeño para la gran afluencia de visitantes, por lo que el nuevo recinto ferial,  fue habilitado con instalaciones para eventos de diversos tipos. Entre muchas otras actividades y exposiciones, se cuenta con un espacio dedicado en exclusiva a la gastronomía de Tabasco, donde se instalan diversos restaurantes y empresas de alimentos y bebidas,  además de contar con una plaza central para eventos musicales. 
De las más de 30 fiestas que se celebran en Tabasco a lo largo del año, la Feria Tabasco es la más grande, donde el estado y los municipios se esmeran en mostrar lo mejor de ellos a través de su cultura, gastronomía, tradiciones y folklor.  La Feria Tabasco   representa la evolución de la actividad económica en las cinco regiones del estado: Ríos, Sierra, Chontalpa, Pantanos y Centro”.

### Cancelación en 2008
De octubre a diciembre de 2007 se registraron las peores inundaciones en la historia de Tabasco que dejaron más de un millón de damnificados, por lo que para febrero de 2008 el gobierno del estado indicó que por no haber condiciones sociales ni económicas, la feria de ese año  se cancelaba. De esta forma, se cortó la continuidad de la feria, la cual se venía realizado ininterrumpidamente desde 1956.  

### Cancelación por Covid 19
Debido a la pandemia de Covid 19 en todo el mundo, se suspendieron todos los eventos multitudinarios, por lo que la Feria Tabasco que en el 2020 ya se encontraba en etapa de organización, fue suspendida. En los siguientes años, y ante la continuidad de la pandemia de Covid 19, el Gobierno del Estado anunciaría la cancelación de las ferias de 2021 y 2022.

## Patrimonio Cultural Intangible
El 31 de enero del año 2019, el Gobernador de Tabasco, Adán Augusto López Hernández, presentó ante el Congreso del Estado de Tabasco una iniciativa con proyecto de Decreto por el que se declara a la Feria Tabasco como: Patrimonio Cultural Intangible del Estado de Tabasco. Ante esto, el Congreso del Estado emitió el 15 de febrero de ese año, el Decreto 068 en el que se declara a la Feria Tabasco como Patrimonio Cultural Intangible del Estado de Tabasco, siendo publicado en el Periódico Oficial del Estado de Tabasco el día 6 de marzo de 2019.

## Recinto ferial

### Parque Tabasco

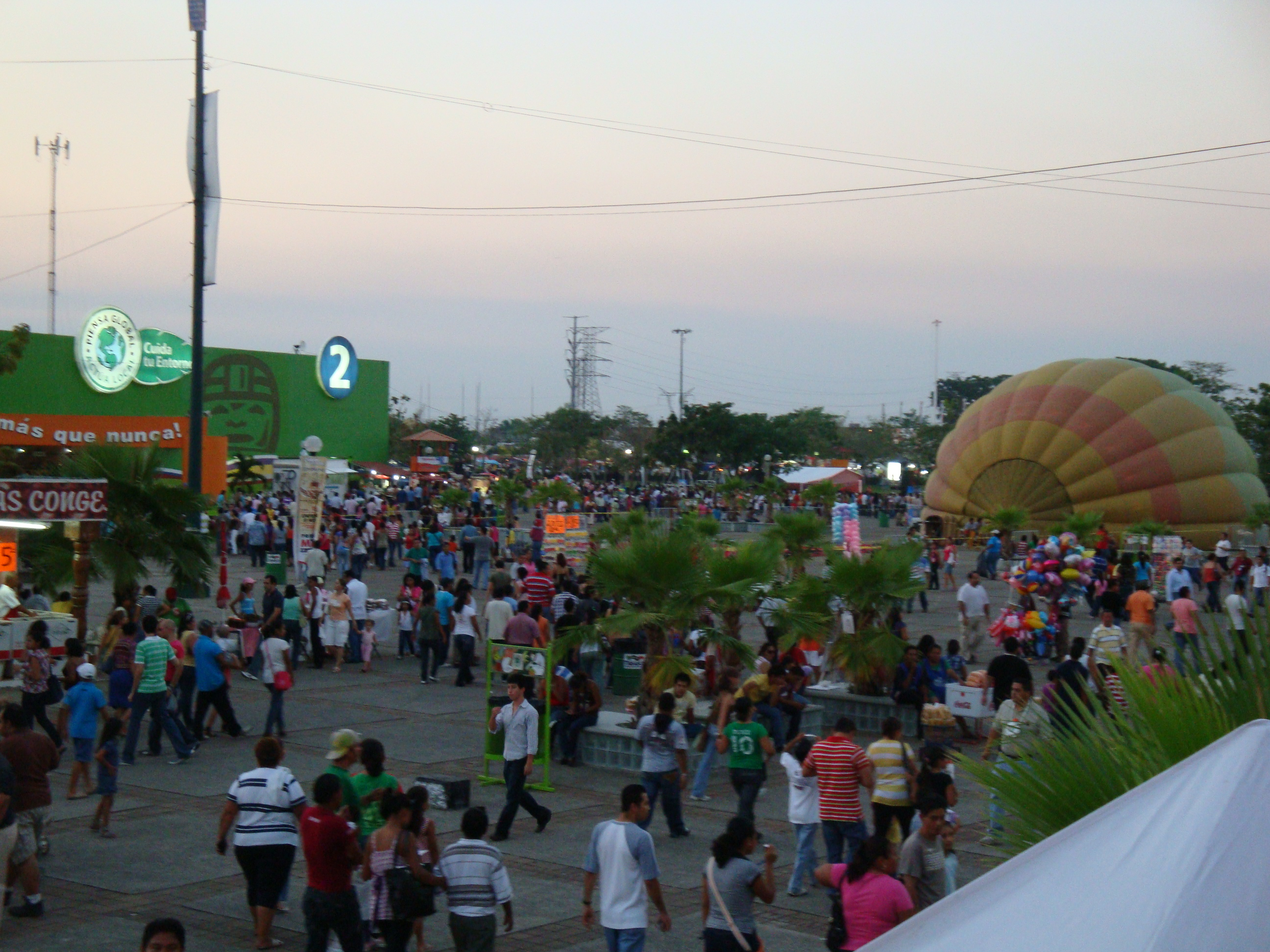
Explanada principal del Parque Tabasco durante la Feria Tabasco, al fondo la nave 2.

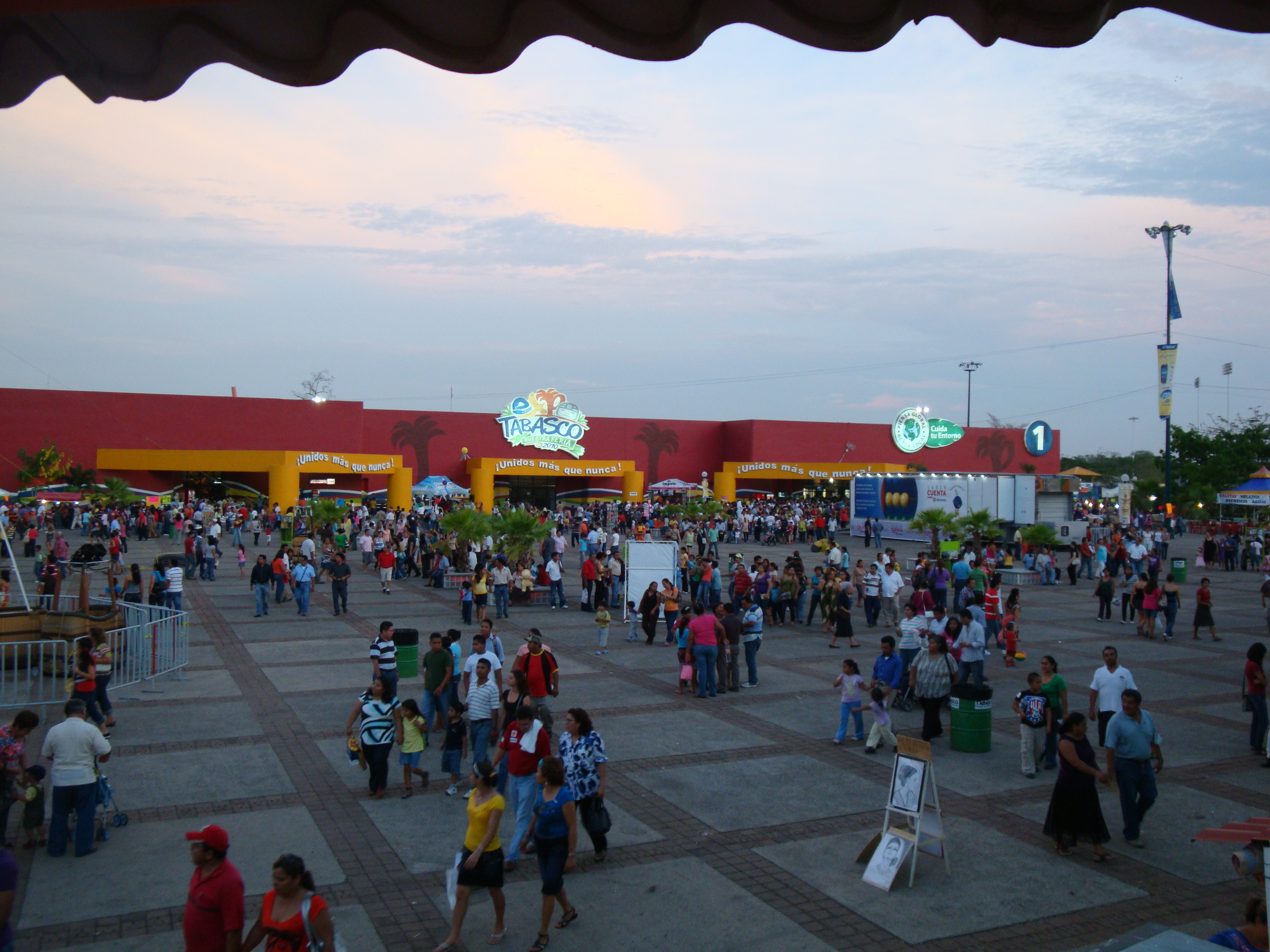
Explanada del Parque Tabasco, al fondo la nave 1.

El nuevo recinto de la feria fue construido en un espacio de 56 hectáreas, bautizado con el nombre de "Parque Tabasco", y fue inaugurado en el año de 1998, siendo en la actualidad uno de los recintos feriales más grandes del país, y desde entonces ha albergado a la Feria Tabasco.
El Parque Tabasco, cuenta con un lago artificial en el centro, rodeado por amplias calzadas que permiten la cómoda y segura circulación de personas, también cuenta con tres naves climatizadas con un área de 6 800 m², una altura de 7 m y una capacidad de hasta 10 000 personas cada una.

#### Principales instalaciones
- Nave uno: Se instala el Pabellón Nacional Artesanal, el Foro Indígena, stands de países invitados, fabricantes de productos locales, los stands de las diversas instituciones educativas existentes en el estado, así como un área gastronómica de comida tabasqueña. También se instalan los stands de las diversas dependencias del gobierno estatal en donde muestran sus programas, avances y proyectos, y diversos operadores de servicios turísticos.
- Nave dos: Se instalan los stands de los 17 municipios del estado, en ellos, los municipios de Tabasco muestran a los visitantes sus productos agrícolas típicos, artesanías, cultura y avances realizados durante el último año. También ahí se localiza el stand del Gobierno del Estado. y el Foro Cultural, donde los municipios del estado muestran sus bailables y danzas.
- Nave tres: Se instalan locales para comerciantes tanto estatales como nacionales, en esta nave, el público asistente, puede recorrer los locales adquirir los diversos productos que se ofertan.
- Exposición Ganadera: El parque cuenta con un amplio espacio para realizar exposiciones ganaderas, así como también un lugar tipo "corral" en donde se muestran las aptitudes y se realizan las subastas, venta y premiaciones de los animales exhibidos.
- Teatro al aire libre: Tiene capacidad para 10,000 personas. En él se presentan diversos eventos artísticos y culturales de los municipios, también se coloca ahí la pista de hielo, o se presentan espectáculos de talla internacional.
- Explanada principal: Es un gran espacio abierto, por donde accede el público y que está delimitado por el lago y las naves 1 y 2, y desde donde los asistentes se pueden dirigir fácilmente a cualquier zona del parque.
- Explanada de juegos: Sirve para que se instalen juegos mecánicos y otros espectáculos al aire libre. Cuenta también con un delfinario.
- Jaripeo: Cuenta con un espacio especial para el jaripeo, en donde se realizan las diversas suertes de la charrería mexicana, se realizan diversos concursos como en el "toro mecánico" y otros,  y también es utilizado para la realización de bailes gruperos.
- Plaza gastronómica: Espacio en donde se instalan diversos restaurantes y empresas de comida. Cuenta con una plaza central en donde se realizan eventos musicales.
- Zona extrema: Se instalan diversas atracciones como el bungie, la pared para rappel, "gravedad cero"  y otras actividades extremas.
- Palenque: Se realizan las tradicionales peleas de gallos y por las noches es escenario para la presentación de cantantes de talla internacional.
- Teatro del pueblo: Amplio espacio con escenario en donde se muestran diversos artistas de talla nacional e internacional, los cuales pueden ser apreciados sin ningún costo por los visitantes.

Además, el Parque Tabasco cuenta con casetas elevadas de vigilancia, rehiletes giratorios de entrada que facilitan la revisión de personas al entrar al parque, oficinas administrativas, amplios estacionamientos, transporte en autobuses y taxis, sanitarios suficientes, servicios médicos de emergencia, y diversos foros para eventos culturales, entre otros.

## Preferia

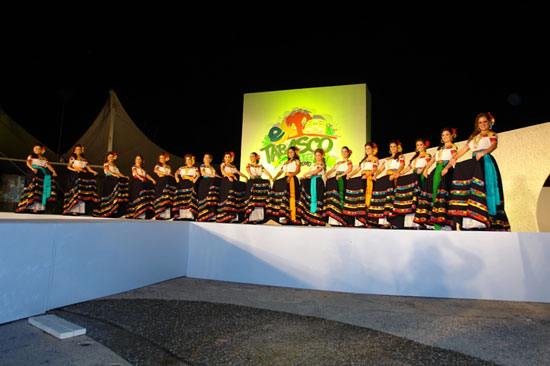
La presentación de las 17 embajadoras, marca el inicio de la preferia.

La preferia inicia quince días antes de la inauguración de la feria. Y consta de los siguientes eventos:

### Presentación a Medios de Comunicación
Es el inicio formal de la preferia. En este evento las representantes municipales se dirigen a los medios de comunicación, pronunciando un mensaje a periodistas de prensa, radio, televisión e internet. Previo a las participaciones individuales, las representantes presentan una coreografía de baile que da paso al mensaje de la Flor Tabasco vigente.

### Develación del retrato de la Flor Tabasco
Minutos antes de iniciar el desfile de modas se devela el retrato dibujado de la Flor Tabasco vigente. Esta ceremonia se lleva a cabo en el "Salón de las Flores", un aula contigua al interior del Centro de Convenciones, donde se muestra, retrato a retrato, la línea del tiempo de las flores de oro de Tabasco.

### Desfile de Modas
En este evento, que actualmente se realiza en el Centro de Convenciones, las representantes municipales fungen como modelos encargadas de mostrar una amplia gama de vestidos, confeccionados por diseñadores locales. El evento tiene fines altruistas dado que lo recaudado se destina al financiamiento de programas de apoyo social, por lo cual es común ver a jóvenes con capacidades diferentes compartiendo pasarela y modelando junto a las representantes.

### Imposición de Bandas
Es el primer evento masivo de la preferia y uno de los más esperados. Su sede ha cambiado con el paso del tiempo, teniendo lugar en sitios como la Plaza de Toros o el Estadio Olímpico de la ciudad de Villahermosa. De 2010 a 2018 se realizó en el estacionamiento del Parque Tabasco "Dora María", y desde 2019 se lleva a cabo en el Teatro al Aire Libre del mismo lugar. El evento sigue el mismo orden que en la presentación a medios, pero ahora cada representante, después de su discurso (donde resalta las características culturales, turísticas, étnicas o gastronómicas de su municipio), desfila por una extensa pasarela e interactúa con el público que se dio cita en el lugar. Al término de las participaciones individuales, el gobernador del Estado coloca a cada representante la banda que la convierte oficialmente en embajadora de su municipio. Es costumbre que al finalizar el evento tenga lugar el concierto de un renombrado grupo o artista.

### Desfile de Carros Alegóricos

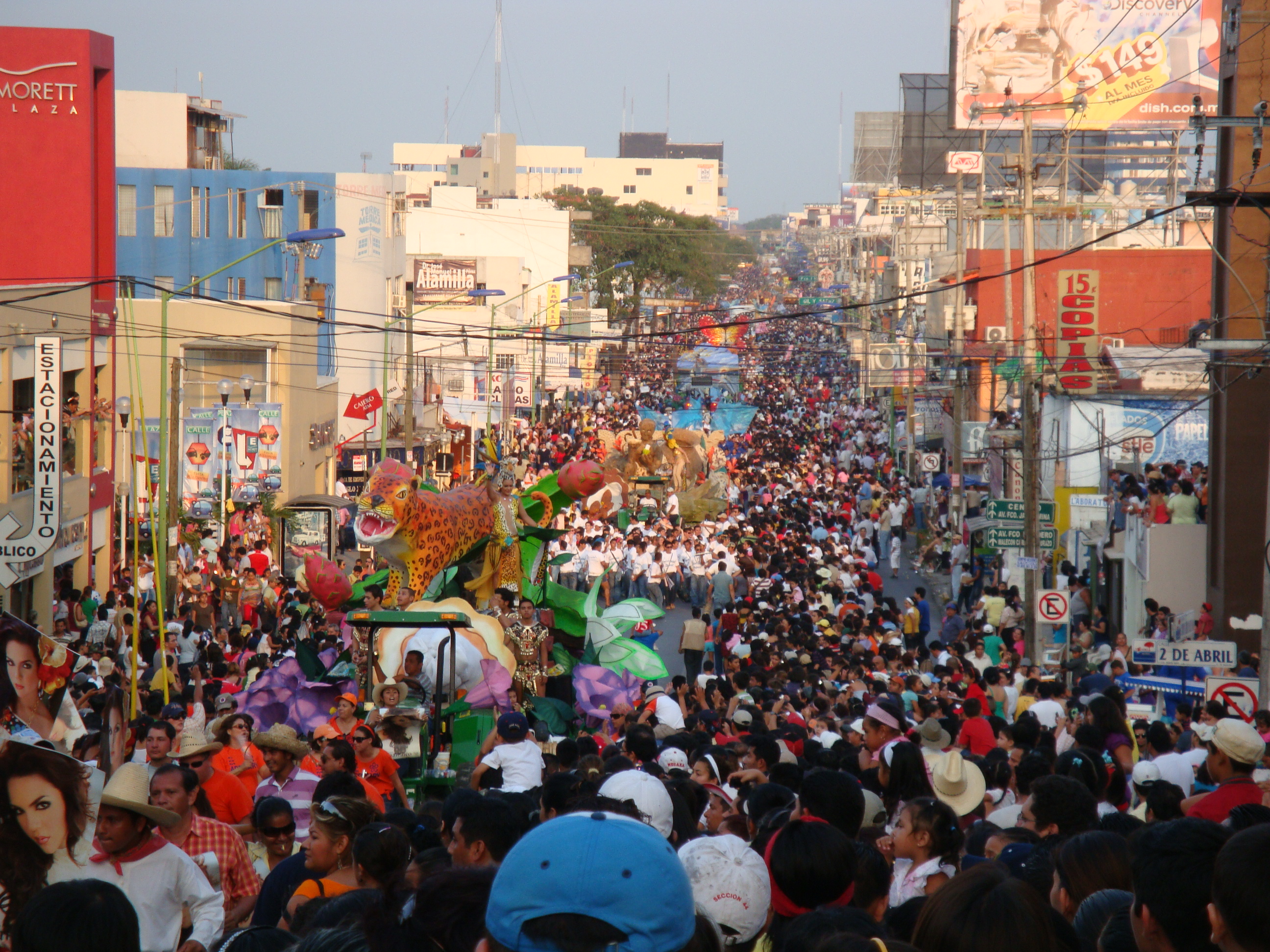
Aspecto del desfile de carros alegóricos durante la Feria Tabasco

Se realiza a partir de 1974, en las principales avenidas de la ciudad de Villahermosa. En este desfile, cada municipio adorna su carro con motivos típicos de su región. Las embajadoras viajan en el carro de su respectivo municipio, aventando dulces típicos y recuerdos a los miles de asistentes que se congregan en las avenidas para verlas pasar. Junto con los 17 carros alegóricos de los municipios, participan también otros carros alegóricos de la Secretaría de Turismo (en el que va la Flor de Oro saliente), universidades, escuelas, cámaras empresariales y empresas patrocinadoras de la feria.

### Desfile de Barcos Alegóricos
Se realizaba en las aguas del río Grijalva. En este desfile cada municipio adornaba su barco con motivos típicos de su región. Las embajadoras viajaban en los barcos de su respectivo municipio. Miles de asistentes, seguían el evento desde ambos malecones de la ciudad de Villahermosa.
Debido a la inundación de Villahermosa de 2007, el gobernador del Estado decidió que ya no se organizara este evento.

### Declaración de huéspedes distinguidas
Es el último evento público oficial antes de la elección de la "Flor Tabasco". Las embajadoras municipales reciben de mano del presidente municipal de Centro una constancia aprobada en sesión de cabildo que las acredita como huéspedes distinguidas de la ciudad de Villahermosa. La embajadora de Centro, en cambio, recibe el título de ciudadana distinguida. 

### Elección de la "Flor Tabasco"
Es el último evento de la preferia. Desde su origen nunca ha sido un concurso de belleza física, sino una selección por aclamación popular.
El antecedente de esta importante elección se encuentra en 1953 y 1955 cuando las damas integrantes del "Club Bougambilias" organizan dos ediciones del mismo, aunque en esos años no hubo Feria. Es en 1956 cuando se organiza la Elección ya oficialmente dentro de las actividades de la Feria. 
Cada uno de los 17 municipios elige a su representante, (a las cuales en 1928 se les llamaba "Mensajeras del Progreso") ya que la idea era que promocionaran las principales acciones de su municipio. A partir de 1956 se les llama "Embajadoras" y compiten por el título de "La Flor Tabasco", quien promoverá la imagen cultural y social del Estado durante un año. 
También son entregados los reconocimientos de "Señorita Fotogénia" y "Señorita Simpatía".

## Feria
La feria es inaugurada por el gobernador del Estado, en compañía del representante personal del C. Presidente de la República, la ganadora de la “Flor Tabasco” y las 16 embajadoras participantes.
Cada día, dos de los municipios, serán anfitrión de la feria. Esto significa que ese día está dedicado a dos municipios en particular. Ese día se inaugura el stand y la muestra gastronómica de los municipios en turno. Posteriormente, los municipios anfitriónes realizan la muestra cultural con danzas y bailes típicos locales o nacionales, terminando los eventos a las 8 de la noche. Los eventos en los diferentes foros instalados, los espectáculos y las diversas actividades del día, terminan alrededor de las 3 a. m.
En el último domingo de feria, por la noche, el gobernador del Estado clausura la Feria Tabasco, la cual es despedida con un espectáculo de fuegos artificiales.

## Internacionalización de la feria
Con el lema: "la feria del mundo maya" a partir del año de 1993 se inició el proceso de internacionalización de la Feria Tabasco, al ser invitados y participar los países miembros del programa Mundo Maya: Guatemala, Honduras, El Salvador y Belice, quienes montaron cada uno su propio stand promocionando sus atractivos turísticos y artesanías. Al año siguiente, Guatemala fue nuevamente invitado a participar en la feria.
Con el objetivo de mostrar las diversas culturas del mundo, el comité organizador de la Feria Tabasco 2006 abrió un espacio denominado Plaza Internacional, el cual permite a diversos países promover la riqueza artesanal, cultural y turística de sus regiones. La Plaza Internacional, ha sido un espacio al que han acudido miles de paseantes para conocer las ofertas que se promueven en: Guatemala, Bolivia, Panamá, Argentina, Francia, Reino Unido, Ecuador, Perú y Cuba.
Posteriormente, en el año 2010 se contó con la participación de varios países como: Alemania, Argentina, Cuba, China, Venezuela, Guatemala, Perú y Chile. Para el año 2011 se contó con la participación de: Alemania, Colombia, Argentina, Chile, Bolivia, Perú, Guatemala y China.
Con motivo de la culminación de una era en el calendario maya, la feria Tabasco 2012 nuevamente tuvo el lema: "La feria del mundo maya" y se contó con la asistencia de los países que participan en ese programa internacional: Guatemala, Belice, El Salvador, Honduras. Para el año 2013 se contó con la participación de: Argentina, Bolivia, Colombia, Chile, Perú, Ecuador, Venezuela, China, Guatemala, Costa Rica y Panamá. En la edición 2014 la feria Tabasco contó con la participación de: Argentina, Guatemala, Bolivia, China, Perú, Ecuador, Venezuela, Colombia, Canadá, Costa Rica, Panamá, Israel y Cuba.
En la feria Tabasco 2015 asistieron: Guatemala, Argentina, Costa Rica, Panamá, Cuba, Bolivia, Venezuela, Países Bajos y China.

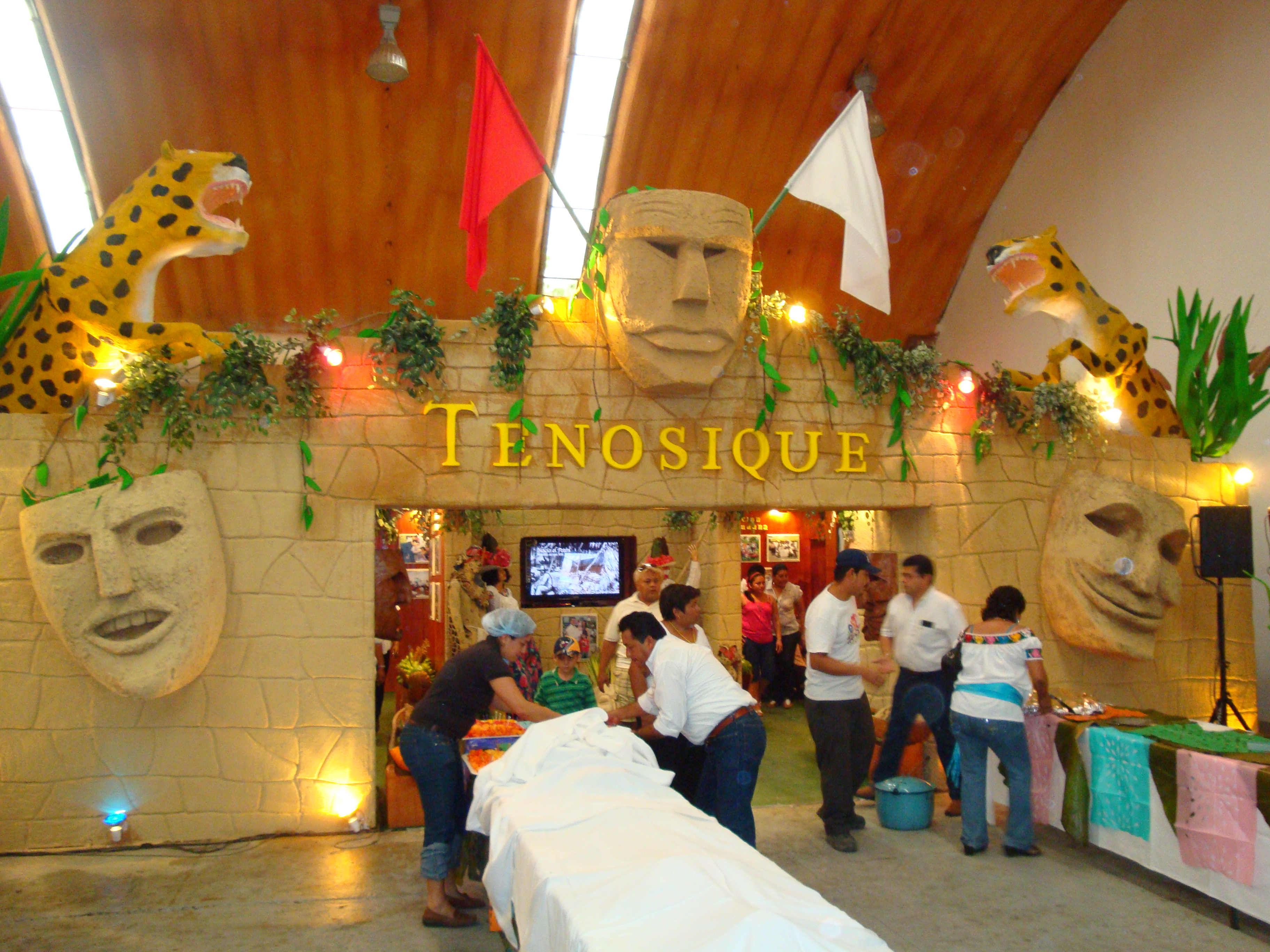
Stand del municipio de Tenosique
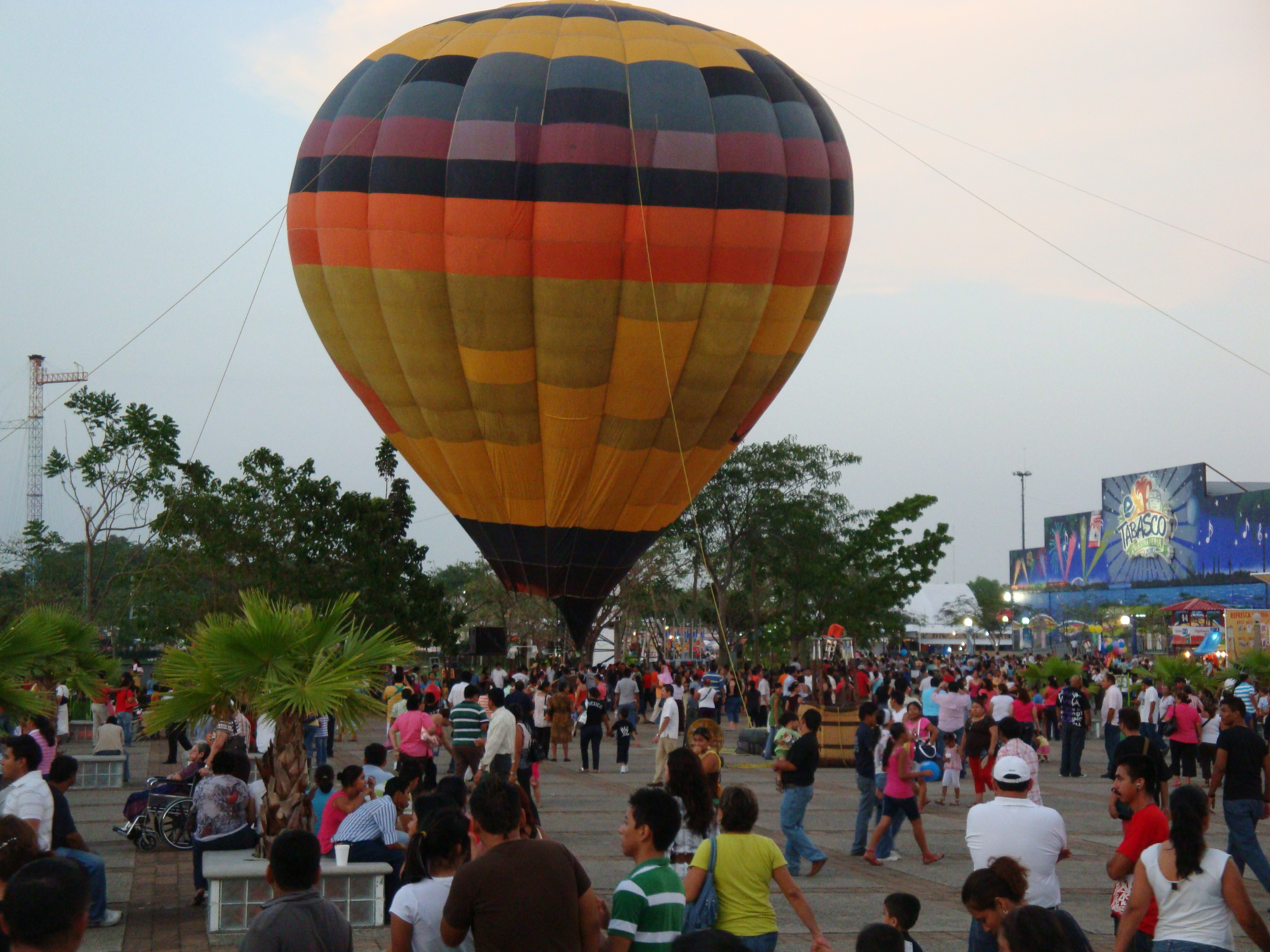
Globos aerostáticos
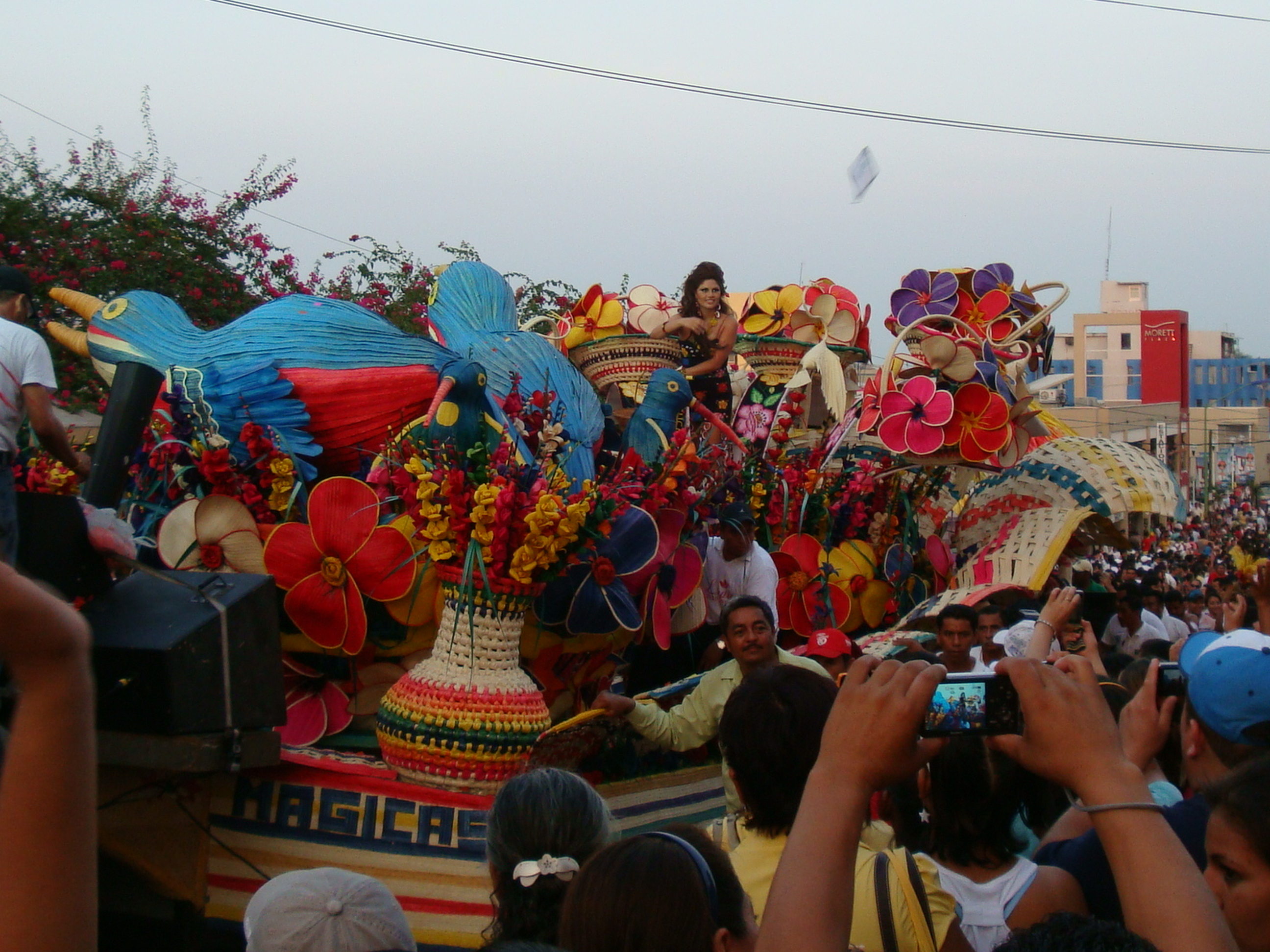
Carro alegórico del municipio de Nacajuca
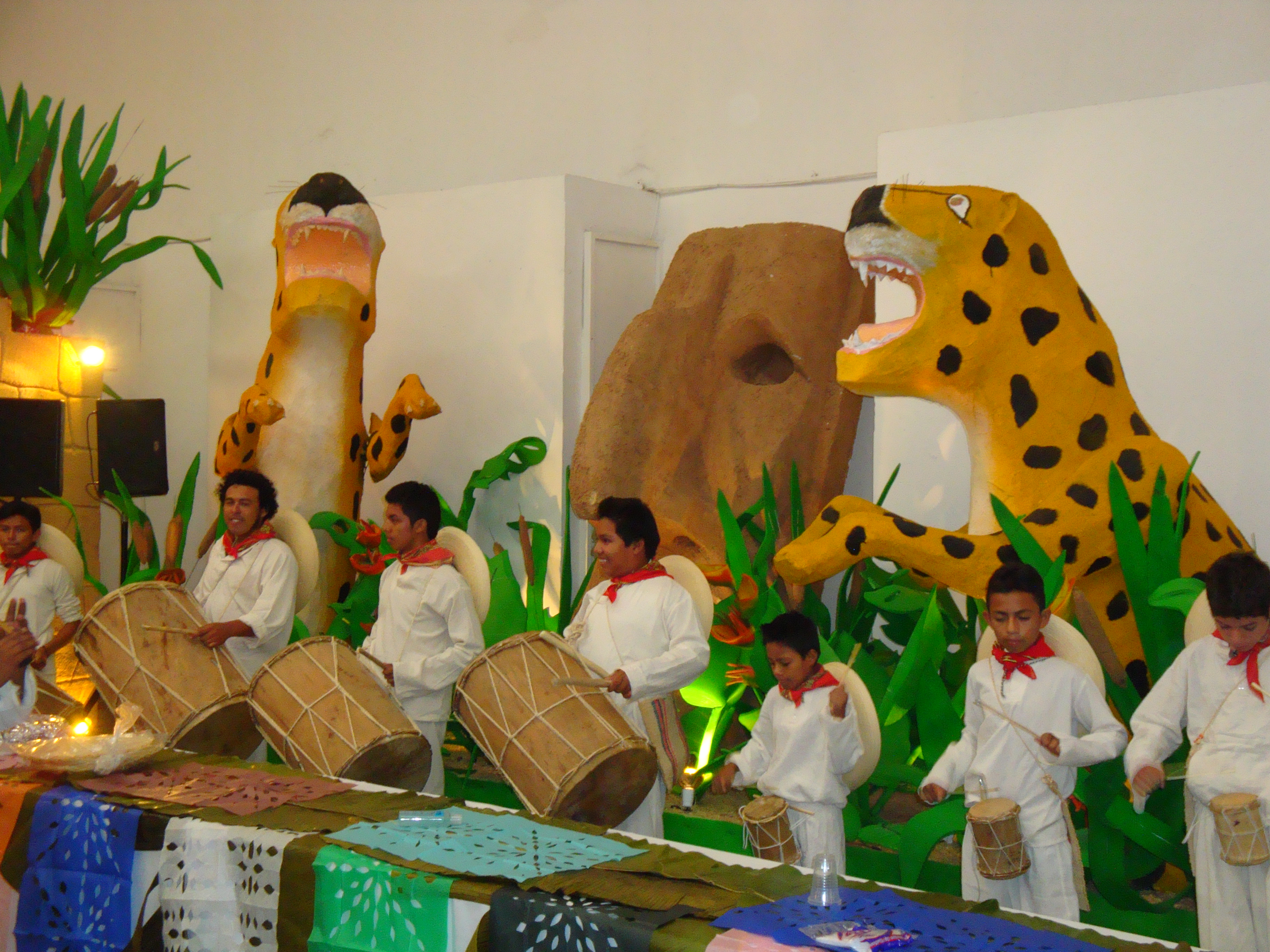
Los Tamborileros en los eventos culturales
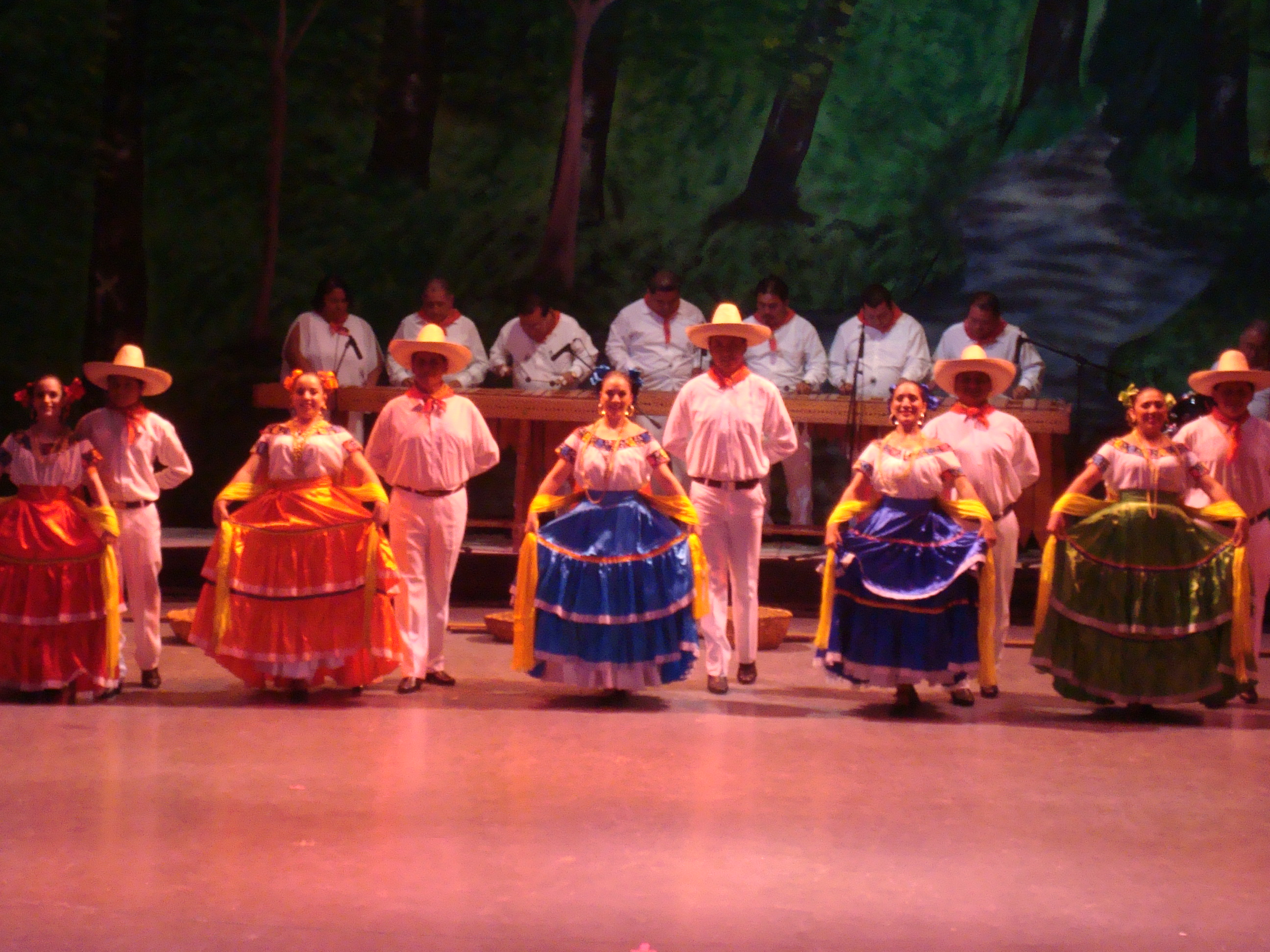
Los Tamborileros en los eventos culturalesEl Zapateo tabasqueño, parte importante en los eventos culturales